# Plašće
Plašće (en serbe cyrillique : Плашће) est un village de Serbie situé dans la municipalité de Priboj, district de Zlatibor. Au recensement de 2011, il comptait 48 habitants.
Un autre village portant le nom de Plašće est situé à proximité.

## Démographie

### Évolution historique de la population
| 1948 | 1953 | 1961 | 1971 | 1981 | 1991 | 2002 | 2011 |
| ---- | ---- | ---- | ---- | ---- | ---- | ---- | ---- |
| 239  | 281  | 307  | 278  | 174  | 108  | 85   | 48   |

|  |